# 1 Aquarii
1 Aquarii (1 Aqr) es una estrella de magnitud aparente +5,15.
Se localiza dentro la constelación de Acuario muy cerca del límite con la vecina Aquila.
De acuerdo a la nueva reducción de los datos de paralaje de Hipparcos, se encuentra a 233 ± 11 años luz de distancia del sistema solar.
Como otras muchas estrellas del cielo nocturno —por ejemplo τ² Aquarii o 88 Aquarii, en esta misma constelación— 1 Aquarii es una gigante naranja.
Tiene tipo espectral K1III y una temperatura efectiva entre 4688 y 4839 K, cifra que varía según la fuente consultada.
Su radio es 11 veces más grande que el radio solar, por lo que su tamaño es casi igual al de Pólux (β Geminorum), la gigante naranja más próxima a nosotros.
Gira sobre sí misma con una velocidad de rotación proyectada de 1,8 km/s.
Es 54 veces más luminosa que el Sol y es una estrella del disco fino.
Tiene una masa estimada de 1,46 masas solares y una edad aproximada de 4760 millones de años.
1 Aquarii muestra una metalicidad —abundancia relativa de elementos más pesados que el helio— comparable a la del Sol ([Fe/H] = +0,09).
La gran mayoría de los elementos evaluados presentan niveles algo superiores a los solares —excepto el praseodimio [Pr/H] = −0,08—, observándose para silicio y manganeso la mayor diferencia respecto, siendo ambos un 66 % más abundantes que en el Sol.